# Kalokuokamaile
Kalokuokamaile je bio havajski plemić, polubrat kralja Kamehamehe I. Velikog.

## Životopis
Kalokuokamaile je bio najstariji sin Keōue Velikog. Majka mu je bila lijepa Kahikikalaokalani, a djedovi Kalahumoku II. i Kalani Kama Keeaumoku-nui.
Rođen je na otoku Mauiju, a odgojila ga je majka, jer je Keōua otišao kako bi se oženio svojom sestričnom.
Izrastao je u snažnog čovjeka bez sebičnih motiva ili ambicija. 
Oženio je Kaloiokalani, te su imali kćer Kaohelelani. 